# Маньо-Мару
Маньо-Мару (Manyo Maru) — корабель, який під час Другої світової війни брало участь у операціях японських збройних сил. 
«Маньо-Мару» спорудили як вантажне в 1937 році на верфі Mitsubishi Jukogyo в Йокогамі для компанії Toyo Kisen, яка поставила його на свою лінію до Дайрену (наразі Далянб у Маньчжурії).  
В листопаді 1940-го судно реквізували для потреб Імперського флоту Японії. До 20 січня 1941-го на верфі  Mitsubishi Jukogyo у Кобе «Маньо-Мару» переобладнали у канонерський човен, що був включений до 2-го дивізіону канонерських човнів. Весною та влітку 1941-го корабель ніс службу у водах центрального та південного Китаю (на той час вже кілька років тривала Друга японо-китайська війна).
Станом на початок грудня 1941-го «Маньо-Мару» опинився на острові Окінава, звідки вийшов 4 грудня з баржею на буксирі. Наступної доби унаслідок шторму баржа відірвалась і її пошуки не дали результатів, а 7 грудня корабель прибув до Кіруну (наразі Цзілун на Тайвані). 
З 17 грудня 1941-го «Маньо-Мару» супроводжував третій ешелон сил вторгнення на Філіппіни, який складався із 21 транспорту (загалом до цієї операції залучили 76 транспортів), що вийшли з Кіруна та попрямували до затоки Лінгайєн на острові Лусон. Уночі 22 грудня доправлені війська висадили в затоці Лінгайєн. Тієї ж доби, а також 25 грудня «Маньо-Мару» здійснив тут мінні постановки.
26 – 28 грудня 1941-го «Маньо-Мару» разом з трьома іншими переобладнаними канонерськими човнами супроводив конвой з Лінгайєн до Такао (наразі Гаосюн на Тайвані), а 1 – 8 січня 1942-го ціж канонерські човни провели конвой з Такао до Давао на південному узбережжі Мінданао (японський десант висадився тут ще в третій декаді грудня). 10 – 11 січня «Маньо-Мару» на одойменному острові у архіпелазі Сулу (також перейшов під японський контроль наприкінці грудня). 16 – 17 січня корабель супроводив конвой до Замбоанги (західне завершення Мінданао), після чого повернувся на Голо. Далі «Маньо-Мару» відвідав Давао, а 7 – 10 лютого супроводив конвой до Таракану (центр нафтовидобувної промисловості на східному узбережжі Борнео, що був захоплений японським десантом в першій половині січня).
12 – 13 лютого 1942-го «Маньо-Мару» прослідував до Балікпапану (інший центр нафтовидобутку на східному узбережжі Борнео), куди перевіз з Таракану підрозділ зв’язку та вантаж. Під час переходу з «Маньо-Мару» скинули 4 глибинні бомби по ймовірній субмарині. Далі до середини березня корабель здійснював конвойно-патрульну службу в околицях Балікпапану.
17 – 24 березня 1942-го «Маньо-Мару» прослідував на Амбон (південна частина Молуккського архіпелагу), де прийняв загін морської піхоти для операції із узяття під контроль західної частини Нової Гвінеї. 29 березня корабель вийшов у море, 31 березня висадив десант у Була на острові Серам (тут знаходився нафтопромисел, до якого японці в подальшому додали аеродром) та попрямував до Нової гвінеї, де 1 і 4 квітня здійснив висадки в Фак-Фак (півострів Бомбарай) та Соронзі (північно-західне узбережжя півострова Чендравасіх). Вже 5 квітня «Маньо-Мару» був на одному з Молуккських островів, де морських піхотинців пересадили на кілька інших японських кораблів. 7 квітня «Маньо-Мару» прикривав висадку на Тернате (острів на півночі Молуккського архіпелагу біля західного узбережжя значно більшого острова Хальмахера). До 23 квітня корабель діяв в цьому районі, а 24 квітня досягнув Амбону. 
Наступні 11 місяців «Маньо-Мару» діяв у Нідерландській Ост-Індії із базуванням на Амбон, при цьому з кінця травня 1942-го корабель разом з 2-м дивізіоном канонерських човнів належав до 24-ї спеціальної військово-морської бази. В цей період він переважно здійснював транспортування вантажів та військових контингентів, наприклад, 19 – 23 травня 1942-го корабель висаджував партії морських піхотинців на островах Буру та Санана (на захід та північний захід від Амбону), а в другій половині липня виконав допоміжне завдання в межах операції «Т», що мала за мету оволодіння розташованими у Арафурському морі островами Ару. 
Окрім Амбону «Маньо-Мару» відвідував Сурабаю (головна база на сході острова Ява), Купанг (острів Тимор), Кендарі та Макассар (південно-східний та південно-західний півострови острова Сулавесі), Тернате, Булу, острів Кай (архіпелаг на межі Арафурського моря та моря Серам), Бабо (так само західне узбережжя Нової Гвінеї) та Фак-Фак, Манокварі (північно-східне узбережжя півострова Чендравасіх), острів Біак. 13 червня 1942-го під час рейсу із майже двома сотнями військовослужбовців з Амбону до Купангу в «Маньо-Мару» потрапила торпеда з ворожого підводного човна, яка, тім, не завдала пошкоджень. 21 – 27 січня 1943-го «Маньо-Мару» з метою доставки транспортного обладнання побував у порту Голландія (наразі Джаяпура на північному узбережжя Нової Гвінеї на схід від Манокварі та Біаку), де наприкінці грудня 1942-го японці почали облаштовувати свій гарінзон.
За потреби «Маньо-Мару» залучали до рятувальних операцій, зокрема, 26 квітня 1942-го корабель вийшов для допомоги госпітальному судну «Такасаго-Мару», що отримало незначні пошкодження унаслідок атаки підводного човна, та супроводив його на Амбон, а 13 травня 1942-го «Маньо-Мару» взяв участь у відбитті авіанальоту на Амбон, а після того допомагав у аварійних роботах на пошкодженому переобладнаному канонерському човні «Тайко-Мару». З 9 січня 1943-го «Маньо-Мару» брав участь у проведенні на буксирі міноносця «Томодзуру», який під час перебування біля острова Кай (острови Танімбар за шість сотень кілометрів на південний схід від Амбону, на межі морів Банда та Арафурського) був пошкоджений авіацією та втратив хід. 12 січня міноносець «Хацукарі» та «Маньо-Мару» змогли довести «Томодзуру» до Амбона.
15 березня 1943-го корабель вивели зі складу 2-го дивізіону канонерських човнів та підпорядкували Другому Південному експедиційному флоту (здійснював контроль над окупованою Нідерландською Ост-Індією) для використання як транспорт, втім, офіційна класифікація як канонерський човен також продовжувала діяти. Після цього географія рейсів «Маньо-Мару» розширилась, так, відомо, що 4 – 10 вересня 1943-го він прослідував в конвої № 2607 з Балкіпапану до Палау (важливий транспортний хаб на заході Каролінських островів), а  8 – 12 листопада 1944-го пройшов в конвої B-02 з Маніли до Балікпапану. Наприкінці січня 1945-го «Маньо-Мару» рушив з Сурабаї на захід, відвідав Батавію (наразі Джакарта), Сінгапур, а наприкінці лютого повернувся до Сурабаї.
Опівдні 4 березня 1945-го «Маньо-Мару», що мав на борту 8 гармат, амуніцію для ППО та інші вантажі вийшов в конвої з Сурабаї до Макассару. Незадовго до завершення тієї ж доби в Яванському морі за дві сотні кілометрів на північний схід від Сурабаї конвой атакував американський підводний човен USS Sea Robin, що випустив по «Маньо-Мару» три торпеди. Японський корабель був уражений, що призвело до вибуху амуніції та швидкої загибелі, при цьому загинуло біля половини екіпажу «Маньо-Мару» та військовслужбовців, що перебували на борту (можливо також відзначити, що в цьому ж бою Sea Robin зміг потопити і два переобладнані сітьові загороджувачі, що також виконували транспортну функцію).